# Mohanad Lasheen
Mohanad Mostafa Lasheen (ar. مروان حمدي; ur. 29 maja 1996) – egipski piłkarz grający na pozycji środkowego pomocnika. Od 2019 jest zawodnikiem klubu Tala’ea El-Gaish SC.

## Kariera klubowa
Swoją piłkarską karierę Lasheen rozpoczął w klubie Ismaily SC. W 2016 roku awansował do pierwszego zespołu, jednak nie zadebiutował w nim w pierwszej lidze egipskiej. W 2016 roku odszedł do Al-Assyouty Sport (zwanego od 2018 Pyramids FC). W sezonie 2016/2017 awansował z nim z drugiej do pierwszej ligi.
W lipcu 2019 Lasheen przeszedł do Tala’ea El-Gaish SC. Swój debiut w nim zanotował 21 września 2019 w przegranym 0:1 domowym meczu z El Mokawloon SC.
| Sezon   | Klub                | Kraj  | Rozgrywki                   | Mecze | Gole |
| ------- | ------------------- | ----- | --------------------------- | ----- | ---- |
| 2015/16 | Ismaily SC          | Egipt | Ad-Dauri al-Misri al-Mumtaz | 0     | 0    |
| 2016/17 | Al-Assyouty Sport   | Egipt | 2. liga                     | ?     | ?    |
| 2017/18 | Al-Assyouty Sport   | Egipt | Ad-Dauri al-Misri al-Mumtaz | 32    | 3    |
| 2018/19 | Pyramids FC         | Egipt | Ad-Dauri al-Misri al-Mumtaz | 8     | 0    |
| 2019/20 | Tala’ea El-Gaish SC | Egipt | Ad-Dauri al-Misri al-Mumtaz | 25    | 0    |
| 2020/21 | Tala’ea El-Gaish SC | Egipt | Ad-Dauri al-Misri al-Mumtaz | 28    | 1    |

## Kariera reprezentacyjna
W reprezentacji Egiptu Lasheen zadebiutował 1 grudnia 2021 w wygranym 1:0 meczu Pucharu Narodów Arabskich 2021 z Libanem, rozegranym w Dosze. W 2022 roku został powołany do kadry na Puchar Narodów Afryki 2021. Na tym turnieju rozegrał dwa mecze: półfinałowy z Kamerunem (0:0, k. 3:1) i finałowy z Senegalem (0:0, k. 2:4).